# Fulica
La fotja (Fulica) és un gènere d'ocells aquàtics gruïformes. La fotja vulgar (Fulica atra), amb el bec blanc i el plomatge negre, habita llacunes i albuferes, com ara l'albufera de València. La fotja banyuda (Fulica cristata) es distingeix de l'anterior en presentar dues petites banyes vermelles al front.
Tenen les ales curtes i volen amb dificultat, tot i que les espècies septentrionals són capaces de cobrir grans distàncies. La fotja americana ha estat vista en Gran Bretanya i Irlanda en rares ocasions. Les espècies que emigren ho fan de nit. Les fotges poden caminar i córrer gràcies a les fortes cames amb què compten.
Són ocells omnívors que s'alimenten principalment de plantes aquàtiques, però també animals petits i ous. Són aus agressives i territorials, però sovint es troba formant esbarts als llacs amb vegetació poc profunds.

## Taxonomia

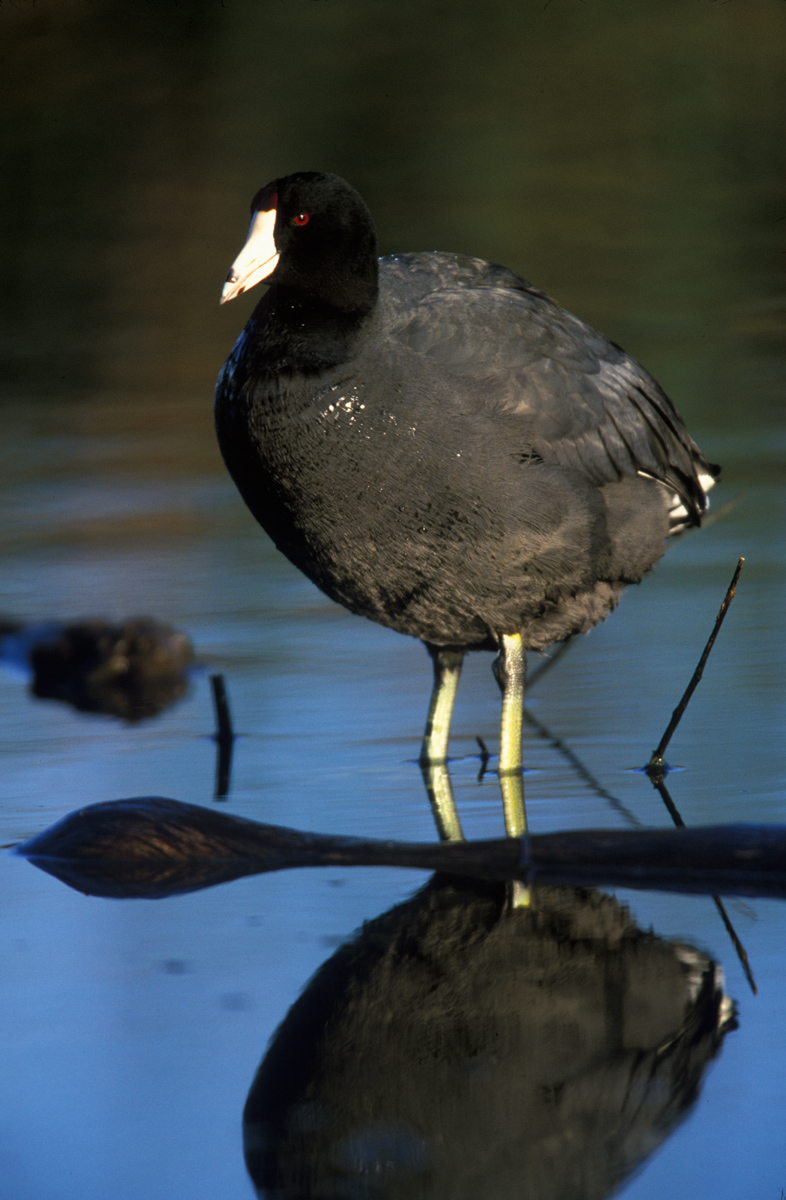
Fotja americana (Fulica americana)

Segons la classificació del Congrés Ornitològic Internacional (versió 13.2, 2023) el gènere Fulica està format per 11 espècies:
- Fulica rufifrons - fotja frontvermella.
- Fulica cornuta - fotja banyanegra.
- Fulica gigantea - fotja gegant.
- Fulica armillata - fotja de lligacames.
- Fulica atra - fotja comuna.
- Fulica cristata - fotja banyuda.
- Fulica newtonii - fotja de Newton.
- Fulica alai - fotja de les Hawaii.
- Fulica americana - fotja americana.
- Fulica ardesiaca - fotja andina.
- Fulica leucoptera - fotja alablanca.

La fotja del Carib (Fulica caribaea) és avui considerada una variant de color de la fotja americana.
La fotja de Newton (Fulica newtoni) †, es va extingir a principis del segle xviii. També hi ha espècies únicament conegudes per restes fòssils o subfòssils.